# Nicolas d’Orgemont
Nicolas d’Orgemont (auch le Boiteux d’Orgemont, deutsch „der Lahme von Orgemont“; † 16. Juli 1416 in Meung-sur-Loire) war der vierte Sohn von Pierre d’Orgemont, Kanzler von Frankreich, und Marguerite de Voisines.
Er war Dekan von Saint-Martin de Tours, Conseiller im Parlement (1385) und Maître des Comptes (1409).
Nicolas d’Orgemont häufte ein riesiges Vermögen an, was aus ihm ein Symbol der Dienstpflichtverletzung (Prävarikation) machte. Lange Zeit durch seine Zugehörigkeit zur Partei der Bourguignons geschützt, wurde er schließlich wegen Verschwörung von den Machthabern aus der Partei der Armagnacs verfolgt. 1415 wurde er vom Parlement seiner Ämter enthoben, und zu einer Geldbuße von 80.000 Écu verurteilt. Bei der Bestätigung des Urteils erhielt er lebenslange Haft. Er starb in Meung im Gefängnis.
| Personendaten    | Personendaten                                        |
| ---------------- | ---------------------------------------------------- |
| NAME             | Orgemont, Nicolas d’                                 |
| KURZBESCHREIBUNG | französischer Adliger, Parteigänger der Bourguignons |
| GEBURTSDATUM     | 14. Jahrhundert                                      |
| STERBEDATUM      | 16. Juli 1416                                        |
| STERBEORT        | Meung-sur-Loire                                      |